# 能登線 (能登鐵道)
能登線（日语：／ Noto sen */?）是能登鐵道一條已经废线的的铁道线。线路连接日本石川縣鳳珠郡穴水町穴水站與同縣珠洲市蛸島站。

## 概要
能登线大致沿能登半岛北部的奥能登南岸建设。1959年，能登线作为国铁线开通穴水站 - 鹈川站，并于1964年延伸至蛸岛站。然而，由于在全线开通时，私家车已经开始普及，因而乘客在增加了数年后便一路下降，因而在开通后不久的1968年被指定为赤字83線。之后，能登线虽然也曾因奥能登地区的观光一时热门而得以恢复客流，但最终仍因沿线道路网的发展而继续了乘客减少的趋势。
由于国铁再建法对全国的亏损线路的方针，国铁被获准允许无视一部分地方的反对意见，这极大降低了沿线自治体的反对活动的作用。随着能登线于1985年被指定为第3次特定地方交通线候补，这大大增加了能登线作为国铁线废除的可能性。为此，石川县以“能登的振兴不可缺少铁道”为由，表达了将能登线转至第三部门的意愿，并和同样有意以第三部门的形式保留被指定为第3次特定地方交通线的高知县、爱知县（后来分别设立了土佐黑潮铁道和爱知环状铁道）向国家请求批准。最终，能登线于1986年5月末获得了批准。由此，石川县于1987年设立了能登铁道，而能登线也于1988年全线转换。
在转换后，由于能登铁道增加了列車運行班次，同时确保了收支平衡，加之累积转换支付金的基金弥补了亏损，使得能登铁道在转换后的头三年得以盈利。然而，随着七尾线（和仓温泉站 - 轮岛站）于1991年被移交至能登铁道，亏损数额开始剧增，同时能登线的乘客也进一步减少。2004年3月23日，在能登铁道董事会上，正式决定废除能登线。在能登线于2005年4月1日废除后，全线转换为了能登中央巴士和奥能登观光开发（现已统一为北鉄奥能登巴士）的巴士线路。
但是，能登线的乘客平均乘坐距离长达13.9 km，而其废除对学生的通学也造成了影响，这导致原本由珠洲市乘坐列车前往县立七尾高中的学生因此而不得不寄宿，而前往珠洲市内的高中的学生也必须乘坐拥挤的巴士。
此外，位于能登线的全部共计49个隧道皆以伊吕波歌的顺序被给予一个平假名代号，以用于在发生事故时能够立刻确认事故地点。

### 路線資料
※廢除時
- 路線距離（營業距離）：61.0公里
- 軌距：1067毫米
- 站數：30個（包括起終點站）
- 複線路段：沒有（全線單線）
- 電氣化路段：沒有（全線非電氣化（日语：非電化））
- 閉塞方式：特殊自動閉塞式（穴水－珠洲間）、Staff閉塞式（珠洲－蛸島間）

## 运行形态

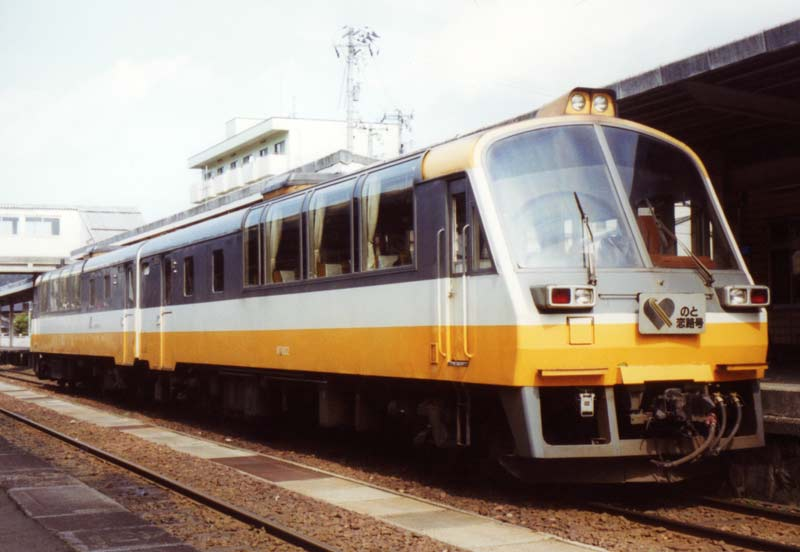
能登铁道NT800型柴油动车，摄于穴水站

在能登线废除前，全线仅运行各站停车的普通列车，和七尾线几乎共用同一运行系统，发车间隔为2小时。
在1988年3月转换至第三部门时，发车间隔为1小时，此外还有使用带展望席的柴聯車NT800型的快速“能登恋路号”运行，并于1991年9月升格为急行列车。此外，也恢复了在转换前直通运行至金泽站的急行“能登路”。然而，“能登路”和“能登恋路号”分别在不久后的2002年3月23日和10月21日的运行图调整中被废除。另外，穴水站 - 珠洲站的上下行末班车也曾作为快速列车运行。

## 使用车辆
以下为能登铁道时期使用的车辆，全部为柴聯車。
- NT100型
- NT800型

### 直通运行车辆
- Kiha58系[12]

## 历史
能登线原先为1922年制定的改正铁道敷设法别表第68号预定线“石川县穴水经宇出津至饭田铁道”被规划，并于战后开工建设。在1953年正式开工时，由于当时正在对地方线路进行合理化，正在推动建设的能登线因此被批判为“政治线路”。随着工程的推进，穴水 - 鹈川和鹈川 - 宇出津区间分别于1959年和1960年开通。其中，后者的车票价格直到1961年5月20日为止都被提高到了一般线路的1.6倍。在1961年4月6日的车票价格调整中，因价格过高，该区间的溢价率被下调至1.3倍。在同年5月颁布新线建设补助特別措置法后，由于得以获取补助金，因此不再对票价进行上调。在之后，饭田 - 蛸岛区间于1962年被编入铁道敷设法。该区间于1963年开通宇出津 - 松波区间，并最终于1964年9月全通。其中，后开通的松波 - 蛸岛区间是日本铁道建設公团的首条建设线。
在1994年至1996年期间，通过使用近代化补助金，能登线得以设置调度集中系统。

### 年表
- 1935年（昭和10年）10月1日 - 省营自动车奥能登线（穴水-能登饭田）开通[16]。
- 1946年（昭和21年）10月21日 - 省营自动车奥能登线（能登饭田-狼烟）开通[17]。
- 1952年（昭和27年）12月1日 - 铁道建设审议会决定选定能登线为建设着工线。
- 1953年（昭和28年）1月9日 - 开工建设[18]。
- 1959年（昭和34年）6月15日 - 能登線 穴水 - 鹈川 (22.9 km) 开通[19][20]，新设中居站、比良站、鹿波站、甲站、前波站、古君站、鹈川站。
- 1960年（昭和35年）
  - 4月1日 - 金泽 - 轮岛、鹈川设置准急“能登路”（能登线内为普通列车）。
  - 4月17日 - 鹈川 - 宇出津 (9.9 km) 开通[19][20]，同时该区间设定1.6倍拟制距离[14]。穴水 - 宇出津开始货物营业。新设矢波站、波并站、藤波站、宇出津站。
  - 7月8日 - 新设立户之滨假乘降场。
- 1961年（昭和36年）
- 4月6日 - 鹈川 - 宇出津票价修改，拟制距离改为1.3倍[21]。
  - 5月20日 - 伴随新线建设辅助特别新線措置法颁布，鹈川 - 宇出津不再使用拟制距离[21]。
- 1963年（昭和38年）10月1日 - 宇出津 - 松波 (13.8 km) 开通[19][20]，新设羽根站、能登小浦站、真胁站、能登小木站、能登白丸站、能登川尻站、松波站。
- 1964年（昭和39年）9月21日 - 松波 - 蛸岛 (14.5 km) 开通[15][19][20]。宇出津 - 珠洲开始货物营业。新设恋路假停车场、鹈岛站、南黑丸站、能登鹈饲站、上户站、珠洲饭田站、珠洲站、正院站、蛸岛站。
- 1968年（昭和43年）9月 - 因被指定为赤字83線，被国铁咨询委员会要求废除。
- 1969年（昭和44年）10月1日 - 恋路假停车场变更为恋路临时乘降场。
- 1970年（昭和45年）10月3日 - 蒸汽列车“故乡列车奥能登号”开始运行，在能登线内为普通列车。
- 1973年（昭和48年）9月30日 - “故乡列车奥能登号”停止运行。
- 1981年（昭和56年）11月20日 - 穴水 - 珠洲货物营业废除[19]。
- 1984年（昭和59年）2月1日 - 荷物营业废除[1]。
- 1985年（昭和60年）7月11日 - 因暴雨使古君 - 鹈川区间的路基发生崩塌，导致急行“能登路5号”发生脱轨倾覆，致7人死亡。
- 1986年（昭和61年）5月27日 - 被指定为第3次特定地方交通线批准废除。
- 1987年（昭和62年）4月1日 - 伴随国铁分割民营化，继承至西日本旅客铁道。立户之滨假乘降场升格为（临）立户之滨站。恋路临时乘降场升格为（临）恋路站。
- 1988年（昭和63年）3月25日 - JR能登线 (61.1 km) 废除，转换至能登铁道。能登铁道穴水 - 蛸岛 (61.0 km) 开通[15][19][20]。能登铁道在宇出津站设置本社[22]。急行“能登路”中止在能登线内的运行[23]。
  - 能登线的穴水站分离为能登穴水站[22]。（临）立户之滨站升格为冲波站。能登小浦站改名为小浦站、真胁站改名为绳文真胁站、能登小木站改名为九十九湾小木站、能登白丸站改名为白丸站、能登川尻站改名为九里川尻站、能登鹈饲站改名为鹈饲站、珠洲饭田站改名为饭田站。（临）恋路站通年营业化。九十九湾小木站新设交会设施[24]。
- 1991年（平成3年）9月1日 - 伴随七尾线一部转换至能登铁道，能登穴水站改名为穴水站[19]。急行“能登路”恢复在能登线内的运行[23]。
- 1993年（平成5年）导入车载无线通信装置。开始铺设调度集中系统 (CTC) 。
- 1994年（平成6年）12月21日 - 穴水 - 甲导入调度集中系统，闭塞方式改为自动闭塞[19]。比良站新设交会设施[23]。
- 1995年（平成7年）
  - 3月17日 - 新设七见站。
  - 11月5日 甲 - 九十九湾小木导入调度集中系统，闭塞方式改为自动闭塞[19]。
- 1996年（平成8年）12月6日 - 九十九湾小木 - 珠洲导入导入调度集中系统，闭塞方式改为自动闭塞[19]。鹈饲站新设交会设施[23]。
- 2002年（平成14年）
  - 3月23日 - 急行“能登路”废除。
  - 10月21日 伴随运行图调整，列车班次大幅减少。急行“能登恋路号”废除。
- 2003年（平成15年）3月15日 - 伴随运行图调整，废除深夜的1对班次。运行班次数削减3成。
- 2004年（平成16年）3月30日 - 递交废除申请。
- 2005年（平成17年）4月1日 - 穴水 - 蛸岛 (61.0 km) 废除[19][20]。
- 2006年（平成18年）11月1日 - 开始正式撤除线路及设施[25]。

## 延伸计划
在1993年的“第16回全国豊かな海づくり大会”上，沿线讨论了关于于1996年将能登线由蛸岛向东延伸至钵崎海岸的计划。在1994年的县议会上，县企划开发部长也进行了答辩，希望在同年获取许可和施工批准，并于1995年开始收购土地并开工建设。然而，由于该线路同道路有交叉处，而运输省要求此处必须交通立体化，否则不会下达批准。另外，受到阪神大地震的影响，运输省更是对铁路设施的抗震标准作出了提高。由于这两个因素将导致工程费用大幅增加，因此这一计划最终被放弃。
2006年11月1日，能登线线路和设施正式被撤除，几乎所有区间的轨道和枕木都被撤去，而桥梁和路基的拆除也随之进行。

## 废除后的状况
在沿线自治体和居民的要求下，能登线的以下区间被保留。
- 穴水站至山王川桥梁附近 - 用于列车的编解等。
- 间岛桥梁附近至药师川桥梁附近（波并 - 藤波 - 宇出津） - 虽然该区间在2006年以后也保留了1km以上的线路，但于2022年5月同被静态保存在道路桥下的NT100型柴聯車一同被拆除。
- 恋路站附近 - 实际上为后来铺设。由当地的宗玄酒收费开行轨道自行车“のトロ”[28]。
- 珠洲站遗址 - 作为道之驿珠洲里内的能登铁道纪念广场，保留了月台和一部分线路。
- 珠洲市正院町小路地区至同町川尻地区（正院 - 蛸岛区间） - 该区间用于开行动态保存的NT100型柴聯車。

## 車站列表
- 所有車站都位於石川縣。
- 括號內的站名是轉換至能登鐵道前的站名。*的車站在轉換後開業。車站所在地以路線廢除時為準。

| 中文站名                  | 日文站名 | 英文站名 | 站間距離 | 營業距離 | JR時代的 營業距離 | 接續路線         | 所在地       |
| ------------------------- | -------- | -------- | -------- | -------- | ----------------- | ---------------- | ------------ |
| 穴水                      |          |          | -        | 0.0      | 0.0               | 能登鐵道：七尾線 | 鳳珠郡穴水町 |
| 中居                      |          |          | 5.3      | 5.3      | 5.3               |                  | 鳳珠郡穴水町 |
| 比良                      |          |          | 2.3      | 7.6      | 7.5               |                  | 鳳珠郡穴水町 |
| 鹿波                      |          |          | 2.9      | 10.5     | 10.5              |                  | 鳳珠郡穴水町 |
| 甲                        |          |          | 3.8      | 14.3     | 14.3              |                  | 鳳珠郡穴水町 |
| 沖波 （立戶之濱）         |          |          | 2.7      | 17.0     | 17.0              |                  | 鳳珠郡穴水町 |
| 前波                      |          |          | 1.1      | 18.1     | 18.1              |                  | 鳳珠郡穴水町 |
| 古君                      |          |          | 1.8      | 19.9     | 19.9              |                  | 鳳珠郡穴水町 |
| 鵜川                      |          |          | 3.0      | 22.9     | 22.9              |                  | 鳳珠郡能登町 |
| *七見                     |          |          | 1.2      | 24.1     | ---               |                  | 鳳珠郡能登町 |
| 矢波                      |          |          | 1.5      | 25.6     | 25.6              |                  | 鳳珠郡能登町 |
| 波並                      |          |          | 2.2      | 27.8     | 27.8              |                  | 鳳珠郡能登町 |
| 藤波                      |          |          | 2.2      | 30.0     | 30.0              |                  | 鳳珠郡能登町 |
| 宇出津                    |          |          | 2.7      | 32.7     | 32.8              |                  | 鳳珠郡能登町 |
| 羽根                      |          |          | 2.6      | 35.3     | 35.4              |                  | 鳳珠郡能登町 |
| 小浦 （能登小浦）         |          |          | 1.7      | 37.0     | 37.1              |                  | 鳳珠郡能登町 |
| 繩文真脇 （真脇）         |          |          | 1.4      | 38.4     | 38.5              |                  | 鳳珠郡能登町 |
| 九十九灣小木 （能登小木） |          |          | 2.0      | 40.4     | 40.5              |                  | 鳳珠郡能登町 |
| 白丸 （能登白丸）         |          |          | 2.1      | 42.5     | 42.6              |                  | 鳳珠郡能登町 |
| 九里川尻 （能登川尻）     |          |          | 1.9      | 44.4     | 44.5              |                  | 鳳珠郡能登町 |
| 松波                      |          |          | 2.0      | 46.4     | 46.6              |                  | 鳳珠郡能登町 |
| 戀路                      |          |          | 1.8      | 48.2     | 48.3              |                  | 鳳珠郡能登町 |
| 鵜島                      |          |          | 0.8      | 49.0     | 49.1              |                  | 珠洲市       |
| 南黑丸                    |          |          | 1.1      | 50.1     | 50.2              |                  | 珠洲市       |
| 鵜飼 （能登鵜飼）         |          |          | 1.6      | 51.7     | 51.8              |                  | 珠洲市       |
| 上戶                      |          |          | 2.7      | 54.4     | 54.5              |                  | 珠洲市       |
| 飯田 （珠洲飯田）         |          |          | 1.7      | 56.1     | 56.2              |                  | 珠洲市       |
| 珠洲                      |          |          | 1.3      | 57.4     | 57.4              |                  | 珠洲市       |
| 正院                      |          |          | 1.6      | 59.0     | 59.1              |                  | 珠洲市       |
| 蛸島                      |          |          | 2.0      | 61.0     | 61.1              |                  | 珠洲市       |